# Tammo Kaulbarsch
Tammo Kaulbarsch (* 24. November 1974 in Aachen) ist ein deutscher Synchronsprecher und Hörspielsprecher.

## Leben
Kaulbarsch ist seit 1987 als Synchronsprecher tätig. So lieh er Angelo aus der Animations-Fernsehserie Angelo!, Wally Farquhare aus der Serie The Cleveland Show und Prinz Toby aus der Serie Der kleine Tiger Daniel seine Stimme. Als Dialogregisseur war Kaulbarsch seit 2017 bei der Synchronisation der Animations-Fernsehserie Nella, die Ritterprinzessin tätig und seit 2015 gelegentlich bei Thomas & seine Freunde.

## Synchronisation (Auswahl)
- 1990: Stephen Kings Es als junger Bill Denbrough für Jonathan Brandis
- seit 1993: VeggieTales (Animationsserie) als Junior Spargel
- 2004–2006: Super Robot Monkey Team Hyperforce Go! (Anime-beeinflusste Fernsehserie) als Ichiro Takagi/Chiro
- 2006–2009: Naruto als Kiba Inuzuka für Kōsuke Toriumi
- 2009–2013: The Cleveland Show (Animations-Fernsehserie) als Wally Farquhare
- 2009–2017: Naruto Shippuden als Kiba Inuzuka für Kōsuke Toriumi
- seit 2009: Angelo! (Animations-Fernsehserie) als Angelo
- seit 2015: Seven Deadly Sins (Anime-Serie) als King für Jun Fukuyama
- 2017: Thomas & seine Freunde: Auf großer Reise (Animation) als Theo für Darren Boyd
- seit 2017: Boruto: Naruto Next Generations als Kiba Inuzuka für Kōsuke Toriumi
- 2018: The Detail als Aaron Finch für Al Mukadam

## Hörspiele (Auswahl)
- 2013: Cornelia Funke: Geisterritter (3 Teile) – Bearbeitung und Regie: Frank Gustavus  (Hörspielbearbeitung, Kinderhörspiel)